# Michel Preud'homme
Michel Preud'homme (Ougrée, 24 gennaio 1959) è un allenatore di calcio ed ex calciatore belga, di ruolo portiere.
Considerato uno dei portieri più forti di sempre, è stato il primo vincitore del Premio Jašin come migliore portiere del mondiale del 1994.
Ha giocato un totale di 650 partite tra prima divisione belga e portoghese, riuscendo a vincere anche una Coppa delle Coppe ed una Supercoppa europea con il Mechelen. Ha inoltre vinto tre titoli belgi ed una Coppa di Portogallo, intraprendendo poi la carriera di allenatore.

## Caratteristiche tecniche

### Giocatore
Portiere agile, reattivo ed elegante negli interventi, risultava spesso decisivo per le sorti della propria squadra. Preciso nei rilanci, sapeva farsi valere anche nelle uscite.

## Carriera

### Giocatore

#### Club
Partito come terzo portiere (il primo è Christian Piot) nello Standard Liegi nella stagione 1977-1978, gioca a causa dell'indisponibilità dei primi due, e si ritrova presto titolare. Con les Rouches vince la Coupe de Belgique nel 1981, due Supercoppe, e disputa anche la finale della Coppa delle Coppe 1981-1982, persa contro il Barcellona. Conquista anche due titoli (nel 1982 e nel 1983), il primo dei quali macchiato però dalla scoperta di uno scandalo nel 1984; questo gli costa sei mesi di squalifica.
Scavalcato nelle gerarchie da Gilbert Bodart, nel 1986 si trasferisce al Mechelen. Qui vince la Coppa delle Coppe 1987-1988 e la Supercoppa UEFA 1988, ed un altro titolo nel 1989; nella successiva Coppa dei Campioni sfodera una prestazione da leggenda, quella nei quarti di finale contro il Milan poi campione, che ha la meglio solo ai tempi supplementari. A livello personale viene nominato calciatore belga dell'anno nel 1987 e nel 1989, mentre nel 1994 è eletto miglior portiere dell'anno IFFHS.
Gioca infine, dal 1994 al 1999 nel Benfica, con cui conquista la Taça de Portugal nel 1996. Proprio in questo anno è vicino all'approdo al Real Madrid: voluto dal nuovo tecnico Fabio Capello il trasferimento non trova concretizzazione, in quanto il club lusitano non riesce ad ingaggiare un valido sostituto.

#### Nazionale
All'età di vent'anni gioca la prima gara con la nazionale maggiore belga il 2 maggio 1979 contro l'Austria: la partita è valida per le qualificazioni al campionato europeo del 1980, al quale Preud'homme partecipa, senza mai scendere in campo (il titolare è, infatti, Jean-Marie Pfaff); si laurea comunque vice-campione continentale. Dopo altre due gare eliminatorie in vista del mondiale del 1982, al quale non partecipa, torna in nazionale solo in occasione del mondiale del 1990, che disputa da titolare; singolare è in questo periodo la sua richiesta, presentata alla FIFA e al Comitato organizzatore, di poter indossare occhiali da sole per proteggere gli occhi durante le partite pomeridiane. Tale domanda, in un primo momento presa in considerazione dagli organismi competenti, viene successivamente respinta. Titolare anche al mondiale del 1994, dove ottiene il Trofeo Jašin come migliore portiere della competizione, termina a fine anno la militanza nella squadra nazionale.

### Allenatore

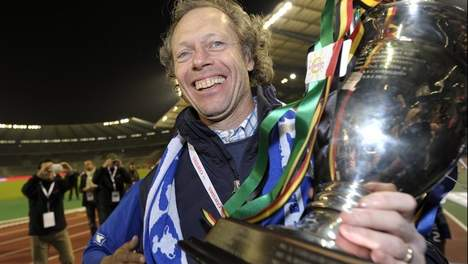
Preud'homme con la Coppa del Belgio 2009-2010 vinta alla guida del Gent

Debutta in panchina nel 2000, allenando la squadra dove aveva cominciato a giocare, lo Standard Liegi. Lascia il club dopo due stagioni, ritornandovi nel 2006 per altre due, la seconda delle quali si conclude con il titolo; questo manca al club dal 1983 (era stato conquistato sul campo dallo stesso Preud'homme). Passa poi al Gent, con cui conquista la Coppa del Belgio 2009-2010, prima di sedersi sulla panchina del Twente fresco campione d'Olanda. Qui vince la Supercoppa d'Olanda contro l'Ajax e l'8 maggio 2011 la Coppa d'Olanda, ottenuta sempre contro i Lancieri. Il 13 giugno dello stesso anno si dimette dal club, e si trasferisce all'Al Shabab: in Arabia Saudita vince il campionato 2012. Il 20 settembre 2013 torna in Patria diventando il nuovo allenatore del Club Brugge, che riporta a vincere il titolo nella stagione 2015-2016. Lascia l'incarico il 22 maggio 2017, dopo aver vinto un campionato, una coppa nazionale e una supercoppa nazionale.

## Statistiche

### Statistiche da allenatore
Statistiche aggiornate al 30 maggio 2020. In grassetto le competizioni vinte.
| Stagione              | Squadra               | Campionato            | Campionato | Campionato | Campionato | Campionato | Coppe nazionali | Coppe nazionali | Coppe nazionali | Coppe nazionali | Coppe nazionali | Coppe continentali | Coppe continentali | Coppe continentali | Coppe continentali | Coppe continentali | Altre coppe | Altre coppe | Altre coppe | Altre coppe | Altre coppe | Totale | Totale | Totale | Totale | % Vittorie | Piazzamento |
| Stagione              | Squadra               | Comp                  | G          | V          | N          | P          | Comp            | G               | V               | N               | P               | Comp               | G                  | V                  | N                  | P                  | Comp        | G           | V           | N           | P           | G      | V      | N      | P      | %          | Piazzamento |
| --------------------- | --------------------- | --------------------- | ---------- | ---------- | ---------- | ---------- | --------------- | --------------- | --------------- | --------------- | --------------- | ------------------ | ------------------ | ------------------ | ------------------ | ------------------ | ----------- | ----------- | ----------- | ----------- | ----------- | ------ | ------ | ------ | ------ | ---------- | ----------- |
| dic. 2000-2001        | Standard Liegi        | D1                    | 20         | 7          | 9          | 4          | CB              | 2               | 0               | 1               | 1               | Int                | -                  | -                  | -                  | -                  | -           | -           | -           | -           | -           | 22     | 7      | 10     | 5      | 31,82      | Sub., 3°    |
| 2001-2002             | Standard Liegi        | D1                    | 34         | 15         | 12         | 7          | CB              | 1               | 0               | 0               | 1               | CU                 | 6                  | 3                  | 1                  | 2                  | -           | -           | -           | -           | -           | 41     | 18     | 13     | 10     | 43,90      | 5°          |
| ago. 2006-2007        | Standard Liegi        | D1                    | 30         | 19         | 5          | 6          | CB              | 7               | 6               | 0               | 1               | CU                 | 2                  | 0                  | 0                  | 2                  | -           | -           | -           | -           | -           | 39     | 25     | 5      | 9      | 64,10      | Sub., 3°    |
| 2007-2008             | Standard Liegi        | D1                    | 34         | 22         | 11         | 1          | CB              | 6               | 3               | 1               | 2               | CU                 | 4                  | 2                  | 1                  | 1                  | -           | -           | -           | -           | -           | 44     | 27     | 13     | 4      | 61,36      | 1°          |
| 2008-2009             | Gent                  | PL                    | 34         | 17         | 8          | 9          | CB              | 4               | 3               | 0               | 1               | CU                 | 2                  | 1                  | 0                  | 1                  | -           | -           | -           | -           | -           | 40     | 21     | 8      | 11     | 52,50      | 6°          |
| 2009-2010             | Gent                  | PL                    | 38         | 18         | 11         | 9          | CB              | 7               | 6               | 1               | 0               | UEL                | 4                  | 1                  | 0                  | 3                  | -           | -           | -           | -           | -           | 49     | 25     | 12     | 12     | 51,02      | 3°          |
| Totale Gent           | Totale Gent           | Totale Gent           | 72         | 35         | 19         | 18         |                 | 11              | 9               | 1               | 1               |                    | 6                  | 2                  | 0                  | 4                  |             | -           | -           | -           | -           | 89     | 46     | 20     | 23     | 51,69      |             |
| 2010-2011             | Twente                | ED                    | 34         | 21         | 8          | 5          | CO              | 6               | 4               | 2               | 0               | UCL+UEL            | 6+6                | 1+2                | 3+1                | 2+3                | SO          | 1           | 1           | 0           | 0           | 53     | 29     | 14     | 10     | 54,72      | 2°          |
| 2011-2012             | Al-Shabab             | SPL                   | 26         | 19         | 7          | 0          | KCC+CCP         | 2+2             | 0+1             | 0+0             | 2+1             | -                  | -                  | -                  | -                  | -                  | -           | -           | -           | -           | -           | 30     | 20     | 7      | 3      | 66,67      | 1°          |
| 2012-2013             | Al-Shabab             | SPL                   | 26         | 17         | 5          | 4          | KCC+CCP         | 5+1             | 3+1             | 0+0             | 2+1             | AFC                | 10                 | 6                  | 3                  | 1                  | -           | -           | -           | -           | -           | 42     | 26     | 8      | 8      | 61,90      | 3°          |
| lug.-set. 2013        | Al-Shabab             | SPL                   | 3          | 2          | 0          | 1          | CC+CdP          | 0               | 0               | 0               | 0               | AFC                | 0                  | 0                  | 0                  | 0                  | -           | -           | -           | -           | -           | 3      | 2      | 0      | 1      | 66,67      | Risoluz.    |
| Totale Al-Shabab      | Totale Al-Shabab      | Totale Al-Shabab      | 55         | 38         | 12         | 5          |                 | 10              | 4               | 0               | 6               |                    | 10                 | 6                  | 3                  | 1                  |             | -           | -           | -           | -           | 75     | 48     | 15     | 12     | 64,00      |             |
| set. 2013-2014        | Club Bruges           | D1                    | 33         | 19         | 5          | 9          | CB              | 2               | 1               | 0               | 1               | UEL                | -                  | -                  | -                  | -                  | -           | -           | -           | -           | -           | 35     | 20     | 5      | 10     | 57,14      | Sub., 2°    |
| 2014-2015             | Club Bruges           | D1                    | 40         | 22         | 11         | 7          | CB              | 7               | 6               | 1               | 0               | UEL                | 16                 | 11                 | 4                  | 1                  | -           | -           | -           | -           | -           | 63     | 39     | 16     | 8      | 61,90      | 2°          |
| 2015-2016             | Club Bruges           | D1                    | 40         | 28         | 2          | 10         | CB              | 6               | 4               | 0               | 2               | UCL+UEL            | 4+6                | 1+1                | 0+2                | 3+3                | SB          | 1           | 0           | 0           | 1           | 57     | 34     | 4      | 19     | 59,65      | 1°          |
| 2016-2017             | Club Bruges           | D1                    | 40         | 22         | 8          | 10         | CB              | 2               | 1               | 0               | 1               | UCL                | 6                  | 0                  | 0                  | 6                  | SB          | 1           | 1           | 0           | 0           | 49     | 24     | 8      | 17     | 48,98      | 2°          |
| Totale Club Bruges    | Totale Club Bruges    | Totale Club Bruges    | 153        | 91         | 26         | 36         |                 | 17              | 12              | 1               | 4               |                    | 32                 | 13                 | 6                  | 13                 |             | 2           | 1           | 0           | 1           | 204    | 117    | 33     | 54     | 57,35      |             |
| 2018-2019             | Standard Liegi        | D1                    | 40         | 19         | 9          | 12         | CB              | 1               | 0               | 0               | 1               | UCL+UEL            | 2+6                | 0+3                | 1+1                | 1+2                | SB          | 1           | 0           | 0           | 1           | 50     | 22     | 11     | 17     | 44,00      | 3°          |
| 2019-2020             | Standard Liegi        | D1                    | 29         | 14         | 7          | 8          | CB              | 3               | 2               | 0               | 1               | UEL                | 6                  | 2                  | 2                  | 2                  | -           | -           | -           | -           | -           | 38     | 18     | 9      | 11     | 47,37      | 5°          |
| Totale Standard Liegi | Totale Standard Liegi | Totale Standard Liegi | 187        | 96         | 53         | 38         |                 | 31              | 20              | 3               | 8               |                    | 32                 | 12                 | 6                  | 14                 |             | 1           | 0           | 0           | 1           | 251    | 128    | 62     | 61     | 51,00      |             |
| Totale carriera       | Totale carriera       | Totale carriera       | 501        | 281        | 118        | 102        |                 | 75              | 49              | 7               | 19              |                    | 92                 | 36                 | 19                 | 37                 |             | 4           | 2           | 0           | 2           | 672    | 368    | 144    | 160    | 54,76      |             |

## Palmarès

### Giocatore

#### Club

##### Competizioni nazionali
- Coppa del Belgio: 2

Standard Liegi: 1980-1981
Malines: 1986-1987
- Supercoppa del Belgio: 2

Standard Liegi: 1981, 1983
- Campionato belga: 3

Standard Liegi: 1981-1982, 1982-1983
Malines: 1988-1989
- Coppa del Portogallo: 1

Benfica: 1995-1996

##### Competizioni internazionali
- Coppa delle Coppe: 1

Malines: 1987-1988
- Supercoppa UEFA: 1

Malines: 1988

#### Individuale
- Calciatore belga dell'anno: 2

1987, 1989
- Premio Yashin: 1

Stati Uniti 1994
- Portiere dell'anno IFFHS: 1

1994

### Allenatore

#### Club
- Campionato belga: 2

Standard Liegi: 2007-2008
Club Brugge: 2015-2016
- Coppa del Belgio: 2

Gent: 2009-2010
Club Bruges: 2014-2015
- Supercoppa del Belgio: 1

Club Bruges: 2016
- Coppa dei Paesi Bassi: 1

Twente: 2010-2011
- Supercoppa dei Paesi Bassi: 1

Twente: 2010
- Campionato saudita: 1

Al-Shabab: 2011-2012

#### Individuale
- Rinus Michels Award: 1

2011